# スーパーラグビー
スーパーラグビー（英語: Super Rugby）は、オーストラリア・ニュージーランド・フィジーの3か国から計11のプロチームが参加するラグビーユニオンの競技会であり、SANZAARが運営している。現在の大会名は、スーパーラグビー・パシフィック（英語: Super Rugby Pacific）。最多優勝は、クルセイダーズの12回である。2025年大会は、2025年2月14日から6月21日まで開催。

## 概要
後述「歴史」も参照。
南アフリカ共和国 (SA) 、ニュージーランド (NZ) 、オーストラリア (A) 、アルゼンチン (AR) の合弁事業であるSANZAARにより運営されるラグビーの国際リーグ戦である。SANZAARはザ・ラグビーチャンピオンシップも運営している。現在のスーパーラグビーには、南アフリカ共和国とアルゼンチンは参加していない。
1986年、プロラグビー ラグビーリーグ（13人制ラグビー）の人気に対抗するため、オーストラリアニューサウスウェールズラグビー協会主催による、オーストラリア、ニュージーランド、フィジーからの6チーム参戦のサウスパシフィック・チャンピオンシップに起源を持つ。1992年に「スーパー6」と改称し、1993年からは10チーム参加の「スーパー10」となった。
1995年、それまでアマチュアスポーツを堅持していたラグビーユニオンが、13人制ラグビーリーグと同じプロ化へと転換。
1996年、オーストラリア、ニュージーランド、南アフリカの3協会による合弁事業としてSANZAR（South Africa, New Zealand and Australian Rugbyを意味する）が設立され、スーパー10が、南アフリカ共和国からも参加した12チームによる「スーパー12」を開催した。
2006年に14チームによる「スーパー14」へ、2011年に15チーム編成の「スーパーラグビー」となった。
2016年には、日本チームのサンウルブズとアルゼンチンチームのハグアレスが参加し、18チームとなった。主催するSANZARにアルゼンチンラグビー協会が参加し、SANZAAR（South Africa, New Zealand, Australia and Argentina Rugbyを意味する）に改称した。
2020年3月までに、日本、アルゼンチンが撤退した。日本のサンウルブズとアルゼンチンのハグアレスは解散した。
新型コロナウイルス感染症の世界的流行のさなかの2020年は、規模を縮小し、各国ごとに分散され、南アフリカ共和国で「スーパーラグビー・アンロックト」、ニュージーランドで「スーパーラグビー・アオテアロア」、オーストラリアで「スーパーラグビーAU」として開催した。
翌2021年には、南アフリカ共和国が撤退。ニュージーランドとオーストラリアの対決大会として「スーパーラグビー・トランスタスマン」を追加開催した。

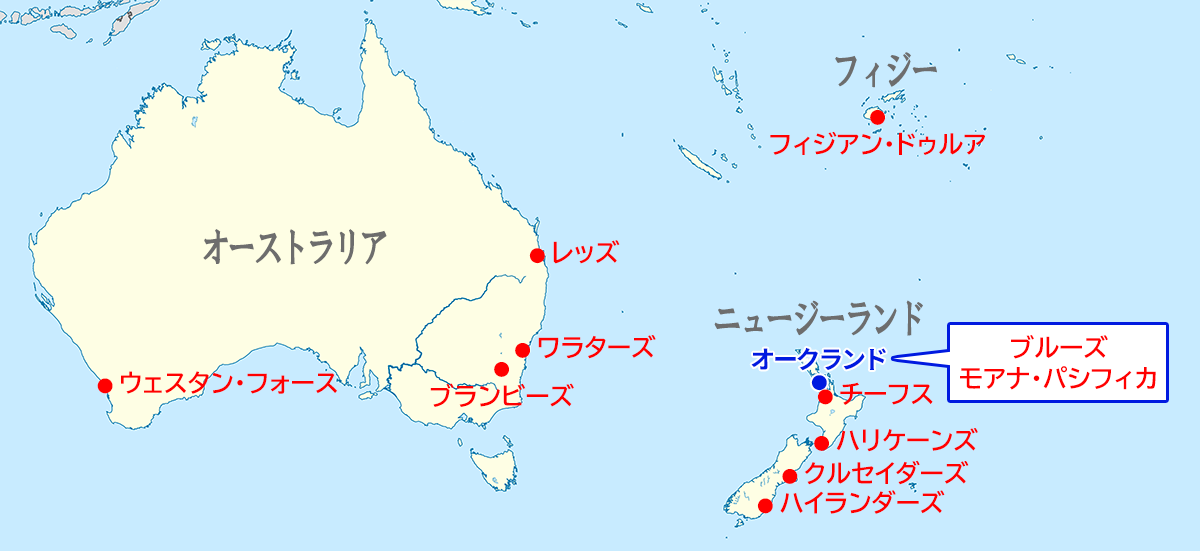
スーパーラグビー・パシフィック参加11チーム（●は本拠地の位置）

2022年からリーグを再構築し、「スーパーラグビー・パシフィック」として、オーストラリア、ニュージーランド、フィジーを拠点とする12チームで運営。
2025年のスーパーラグビー・パシフィックでは、オーストラリアのメルボルン・レベルズが財政難により活動休止し離脱。11チームでの対戦となる。

## 参加チーム
以下の11チーム。後述「過去に参加していたチーム」も参照。
- オーストラリア協会からの4チーム
- ニュージーランド協会からの5チーム - 「ニュージーランドのラグビーユニオンチーム一覧#スーパーラグビー」も参照
- フィジー協会からの1チーム（フィジアン・ドゥルア）
- 太平洋諸島諸国（フィジー、サモア、トンガ、クック諸島など）の選手とニュージーランドやオーストラリア生まれの太平洋諸島系の選手からなるニュージーランド協会による1チーム（モアナ・パシフィカ）

ホームスタジアムは、2025大会現在。
| 協会                                                  | チーム名             | 参加年 | 本拠地                               | ホームスタジアム                 |
| ----------------------------------------------------- | -------------------- | ------ | ------------------------------------ | -------------------------------- |
| オーストラリア協会                                    | ブランビーズ         | 1996   | 首都特別地域、キャンベラ             | GIOスタジアム・キャンベラ        |
| オーストラリア協会                                    | ワラターズ           | 1996   | ニューサウスウェールズ州、シドニー   | アリアンツ・スタジアム           |
| オーストラリア協会                                    | レッズ               | 1996   | クイーンズランド州、ブリスベン       | サンコープ・スタジアム           |
| オーストラリア協会                                    | ウェスタン・フォース | 2006   | 西オーストラリア州、パース           | HBFパーク                        |
| ニュージーランド協会                                  | ブルーズ             | 1996   | オークランド地方、オークランド       | イーデン・パーク                 |
| ニュージーランド協会                                  | チーフス             | 1996   | ワイカト地方、ハミルトン             | FMGスタジアム・ワイカト          |
| ニュージーランド協会                                  | クルセイダーズ       | 1996   | カンタベリー地方、クライストチャーチ | アポロ・プロジェクツ・スタジアム |
| ニュージーランド協会                                  | ハイランダーズ       | 1996   | オタゴ地方、ダニーデン               | フォーサイス・バー・スタジアム   |
| ニュージーランド協会                                  | ハリケーンズ         | 1996   | ウェリントン地方、ウェリントン       | スカイ・スタジアム               |
| フィジー協会                                          | フィジアン・ドゥルア | 2022   | フィジー・スバ                       | HFCバンクスタジアム              |
| 太平洋諸島をルーツとする選手 （ニュージーランド協会） | モアナ・パシフィカ   | 2022   | オークランド地方、オークランド       | ノース・ハーバー・スタジアム     |

## 大会形式
後述「歴史」も参照。

### 2023年・2024年
- レギュラーシーズンは、12チームによる総当たり戦で、7試合をホーム、7試合をアウェーで戦う。通常の総当たり戦11試合と、ホームアンドアウェー形式で別のチームと2度目の対戦をする追加の「ライバル戦」が3試合の、計14試合。各チームとも、途中で2週あく全16節で行う。
- ファイナルシリーズ（プレーオフ）は、順位表の上位8チームによる準々決勝で、1位対8位、2位対7位、3位対6位、4位対5位の対戦を行う。その後、4チームが準決勝、2チームが決勝へと進む。

### 2025年
- レギュラーシーズンは、2025年2月14日から5月31日まで開催。
- 11チームによる総当たり戦。7試合をホーム、7試合をアウェーで戦う。「通常の総当たり戦」10試合と、ホームアンドアウェー形式で別のチームと2度目の対戦をする追加の「ライバル戦」4試合の、計14試合。各チームとも、途中で2週あく全16節で行う。
- ファイナルシリーズ（プレーオフ）は、6月に開催。
- 準々決勝は、順位表の上位6チームで、1位対6位、2位対5位、3位対4位の対戦を行う。
- 準決勝は、準々決勝の敗者3チームによる抽選で1チーム（lucky loser）が進出し、準々決勝の勝者3チームに加わる。その組み合わせは、レギュラーシーズンでの4チームの順位にもとづいて、1位対4位、2位対3位で行う。
- 決勝戦は、準決勝の勝者2チームで行う。3位決定戦は行わない。

## 勝ち点
SANZZARが主催する大会のため、レギュラーシーズンの勝ち点は、以下のとおり「ボーナスポイントの付け方」がワールドラグビー主催の大会と異なる。
- 勝利：4ポイント
- 引き分け：2ポイント
- 敗戦：0ポイント
- ボーナスポイントの付け方：
  1. 勝利・敗戦・引き分けという勝敗を問わず相手より3トライ以上リードした場合、ボーナスポイント1が勝ち点に加算される。
  2. 敗戦チームは、勝利チームとの総得点差が7点以内の場合、ボーナスポイント1が勝ち点に加算される。
  3. このため、1試合につき勝利チームには最大5ポイント、敗戦チームでも最大2ポイントを獲得することができる。

ワールドラグビー主催の大会（ワールドカップ、WXVなど）のボーナスポイントでは、上記「 1. 」が異なり、勝利、引き分け、敗戦を問わず、4トライ以上でボーナスポイント1が勝ち点に加算される。

## 歴代優勝チーム

### 歴代優勝決定戦結果
| 大会名                                                         | シーズン | 参加チーム数 | 決勝戦 開催日                                                                                      | 決勝戦 開催地                                                                                      | 優勝チーム                                                                                         | スコア                                                                                             | 準優勝チーム                                                                                       | 備考          |
| -------------------------------------------------------------- | -------- | ------------ | -------------------------------------------------------------------------------------------------- | -------------------------------------------------------------------------------------------------- | -------------------------------------------------------------------------------------------------- | -------------------------------------------------------------------------------------------------- | -------------------------------------------------------------------------------------------------- | ------------- |
| スーパー12                                                     | 1996     | 12           | 5月25日                                                                                            | イーデン・パーク                                                                                   | ブルーズ                                                                                           | 45-21                                                                                              | シャークス                                                                                         | [ 18 ] [ 19 ] |
| スーパー12                                                     | 1997     | 12           | 5月31日                                                                                            | イーデン・パーク                                                                                   | ブルーズ                                                                                           | 23-7                                                                                               | ブランビーズ                                                                                       | [ 20 ] [ 21 ] |
| スーパー12                                                     | 1998     | 12           | 5月30日                                                                                            | イーデン・パーク                                                                                   | クルセイダーズ                                                                                     | 20-13                                                                                              | ブルーズ                                                                                           | [ 22 ] [ 23 ] |
| スーパー12                                                     | 1999     | 12           | 5月30日                                                                                            | カリスブルック                                                                                     | クルセイダーズ                                                                                     | 24-19                                                                                              | ハイランダーズ                                                                                     | [ 24 ] [ 25 ] |
| スーパー12                                                     | 2000     | 12           | 5月27日                                                                                            | ブルース・スタジアム                                                                               | クルセイダーズ                                                                                     | 20-19                                                                                              | ブランビーズ                                                                                       | [ 26 ] [ 27 ] |
| スーパー12                                                     | 2001     | 12           | 5月26日                                                                                            | ブルース・スタジアム                                                                               | ブランビーズ                                                                                       | 36-6                                                                                               | シャークス                                                                                         | [ 28 ] [ 29 ] |
| スーパー12                                                     | 2002     | 12           | 5月25日                                                                                            | ジェイド・スタジアム                                                                               | クルセイダーズ                                                                                     | 31-13                                                                                              | ブランビーズ                                                                                       | [ 30 ] [ 31 ] |
| スーパー12                                                     | 2003     | 12           | 5月24日                                                                                            | イーデン・パーク                                                                                   | ブルーズ                                                                                           | 21-17                                                                                              | クルセイダーズ                                                                                     | [ 32 ] [ 33 ] |
| スーパー12                                                     | 2004     | 12           | 5月22日                                                                                            | キャンベラ・スタジアム                                                                             | ブランビーズ                                                                                       | 47-38                                                                                              | クルセイダーズ                                                                                     | [ 34 ] [ 35 ] |
| スーパー12                                                     | 2005     | 12           | 5月28日                                                                                            | ジェイド・スタジアム                                                                               | クルセイダーズ                                                                                     | 35-25                                                                                              | ワラターズ                                                                                         | [ 36 ] [ 37 ] |
| スーパー14                                                     | 2006     | 14           | 5月27日                                                                                            | ジェイド・スタジアム                                                                               | クルセイダーズ                                                                                     | 19-12                                                                                              | ハリケーンズ                                                                                       | [ 38 ] [ 39 ] |
| スーパー14                                                     | 2007     | 14           | 5月19日                                                                                            | ABSAスタジアム                                                                                     | ブルズ                                                                                             | 20-19                                                                                              | シャークス                                                                                         | [ 40 ] [ 41 ] |
| スーパー14                                                     | 2008     | 14           | 5月31日                                                                                            | AMIスタジアム                                                                                      | クルセイダーズ                                                                                     | 20-12                                                                                              | ワラターズ                                                                                         | [ 42 ] [ 43 ] |
| スーパー14                                                     | 2009     | 14           | 5月30日                                                                                            | ロフタス・ヴァースフェルド                                                                         | ブルズ                                                                                             | 61-17                                                                                              | チーフス                                                                                           | [ 44 ]        |
| スーパー14                                                     | 2010     | 14           | 5月29日                                                                                            | オーランド・スタジアム                                                                             | ブルズ                                                                                             | 25-17                                                                                              | ストーマーズ                                                                                       | [ 45 ]        |
| スーパーラグビー                                               | 2011     | 15           | 7月9日                                                                                             | サンコープ・スタジアム                                                                             | レッズ                                                                                             | 18-13                                                                                              | クルセイダーズ                                                                                     | [ 46 ]        |
| スーパーラグビー                                               | 2012     | 15           | 8月4日                                                                                             | ワイカト・スタジアム                                                                               | チーフス                                                                                           | 37-6                                                                                               | シャークス                                                                                         | [ 47 ]        |
| スーパーラグビー                                               | 2013     | 15           | 8月3日                                                                                             | ワイカト・スタジアム                                                                               | チーフス                                                                                           | 27-22                                                                                              | ブランビーズ                                                                                       | [ 48 ]        |
| スーパーラグビー                                               | 2014     | 15           | 8月2日                                                                                             | ANZスタジアム                                                                                      | ワラターズ                                                                                         | 33-32                                                                                              | クルセイダーズ                                                                                     | [ 49 ]        |
| スーパーラグビー                                               | 2015     | 15           | 7月4日                                                                                             | ウエストパック・スタジアム                                                                         | ハイランダーズ                                                                                     | 21-14                                                                                              | ハリケーンズ                                                                                       | [ 50 ]        |
| スーパーラグビー                                               | 2016     | 18           | 8月6日                                                                                             | ウエストパック・スタジアム                                                                         | ハリケーンズ                                                                                       | 20-3                                                                                               | ライオンズ                                                                                         | [ 51 ]        |
| スーパーラグビー                                               | 2017     | 18           | 8月5日                                                                                             | エミレーツエアライン・パーク                                                                       | クルセイダーズ                                                                                     | 25-17                                                                                              | ライオンズ                                                                                         | [ 52 ]        |
| スーパーラグビー                                               | 2018     | 15           | 8月4日                                                                                             | AMIスタジアム                                                                                      | クルセイダーズ                                                                                     | 37-18                                                                                              | ライオンズ                                                                                         | [ 53 ]        |
| スーパーラグビー                                               | 2019     | 15           | 7月6日                                                                                             | AMIスタジアム                                                                                      | クルセイダーズ                                                                                     | 19-3                                                                                               | ハグアレス                                                                                         | [ 54 ]        |
| スーパーラグビー                                               | 2020     | 15           | 新型コロナウイルス感染症の世界的流行による中断で大会不成立。2021年まで以下の各国内大会を代替開催。 | 新型コロナウイルス感染症の世界的流行による中断で大会不成立。2021年まで以下の各国内大会を代替開催。 | 新型コロナウイルス感染症の世界的流行による中断で大会不成立。2021年まで以下の各国内大会を代替開催。 | 新型コロナウイルス感染症の世界的流行による中断で大会不成立。2021年まで以下の各国内大会を代替開催。 | 新型コロナウイルス感染症の世界的流行による中断で大会不成立。2021年まで以下の各国内大会を代替開催。 | [ 55 ] [ 56 ] |
| スーパーラグビー・アオテアロア                                 | 2020     | 5            | 6月13日- 8月16日                                                                                   | ニュージーランド国内                                                                               | クルセイダーズ                                                                                     | 勝ち点で競う。決勝戦なし。                                                                         | 勝ち点で競う。決勝戦なし。                                                                         | [ 57 ]        |
| スーパーラグビーAU                                             | 2020     | 5            | 7月3日- 9月19日                                                                                    | オーストラリア国内                                                                                 | ブランビーズ                                                                                       | 勝ち点で競う。決勝戦なし。                                                                         | 勝ち点で競う。決勝戦なし。                                                                         | [ 58 ]        |
| スーパーラグビー・アンロックト                                 | 2020     | 7            | 10月10日- 11月21日                                                                                 | 南アフリカ国内                                                                                     | ブルズ                                                                                             | 勝ち点で競う。決勝戦なし。                                                                         | 勝ち点で競う。決勝戦なし。                                                                         | [ 59 ]        |
| スーパーラグビーAU                                             | 2021     | 10           | 5月8日                                                                                             | SUNCORP STADIUM                                                                                    | レッズ                                                                                             | 19-16                                                                                              | ブランビーズ                                                                                       | [ 60 ]        |
| スーパーラグビー・アオテアロア                                 | 2021     | 5            | 5月8日                                                                                             | イーデン・パーク                                                                                   | クルセイダーズ                                                                                     | 24-13                                                                                              | チーフス                                                                                           | [ 61 ]        |
| スーパーラグビー・トランスタスマン(AUとアオテアロアの交流大会) | 2021     | 10           | 6月19日                                                                                            | イーデン・パーク                                                                                   | ハイランダーズ                                                                                     | 23-15                                                                                              | ブルーズ                                                                                           | [ 62 ] [ 63 ] |
| スーパーラグビー・パシフィック                                 | 2022     | 12           | 6月18日                                                                                            | イーデン・パーク                                                                                   | クルセイダーズ                                                                                     | 21-7                                                                                               | ブルーズ                                                                                           | [ 64 ] [ 65 ] |
| スーパーラグビー・パシフィック                                 | 2023     | 12           | 6月24日                                                                                            | ワイカト・スタジアム                                                                               | クルセイダーズ                                                                                     | 25-20                                                                                              | チーフス                                                                                           | [ 66 ] [ 67 ] |
| スーパーラグビー・パシフィック                                 | 2024     | 12           | 6月22日                                                                                            | イーデン・パーク                                                                                   | ブルーズ                                                                                           | 41-10                                                                                              | チーフス                                                                                           | [ 68 ]        |
| スーパーラグビー・パシフィック                                 | 2025     | 11           | 6月21日                                                                                            | アポロ・プロジェクツ・スタジアム                                                                   | クルセイダーズ                                                                                     | 16-12                                                                                              | チーフス                                                                                           | [ 69 ] [ 70 ] |
| 大会名                                                         | シーズン | 参加チーム数 | 決勝戦 開催日                                                                                      | 決勝戦 開催地                                                                                      | 優勝チーム                                                                                         | スコア                                                                                             | 準優勝チーム                                                                                       | 備考          |

## 歴史
プロラグビー ラグビーリーグ（13人制ラグビー）の人気に対抗するため、オーストラリアニューサウスウェールズラグビー協会主催の招待大会を始まりに、1986年から1990年まで開催された6チーム参戦のサウスパシフィック・チャンピオンシップに起源を持つ。
当時の参加チームは、オーストラリア（ニューサウスウェールズ、クイーンズランド）、ニュージーランド（オークランド、カンタベリー、ウェリントン）、フィジーの6チーム。
1991年は、ニューサウスウェールズラグビー協会の財政事情により開催されなかった。ワールドカップ1991でのオーストラリア優勝を経て、1992年に「スーパー6」として再開した。
1993年、スーパー6に代わり、南アフリカとパシフィック・トライネイションズの優勝国が新たに参戦する国際トーナメント「スーパー10」が開催される。参加チームはオーストラリア（ニューサウスウェールズ、クイーンズランド）、ニュージーランド（前年のニュージーランド州代表選手権上位4チーム）、南アフリカ（前年のカリーカップ上位3チーム）、パシフィック・トライネイションズ（前年のフィジー、トンガ、西サモアによるラグビー国際試合の優勝国）の計10チーム。スーパー10は、1993年から1995年までの3シーズン開催された。

### 1996年、SANZAR設立
1995年、それまでアマチュアスポーツを堅持していたラグビーユニオンが、13人制ラグビーリーグと同じプロ化へと転換した。
1996年、オーストラリアとニュージーランドで人気が高いラグビーリーグへの対抗、ワールドカップ1995で優勝した南アフリカのチーム強化を目的として、オーストラリア、ニュージーランド、南アフリカの3協会による合弁事業としてSANZARが設立される。SANZARの名称は「South African, New Zealand and Australian Rugby」の頭文字に由来している。
SANZARは、1996年から2005年まで12チーム参戦の国際リーグ戦「スーパー12」を開催。放映権売却による大型スポンサー契約を獲得し、期間限定のプロラグビーチームを結成。ラグビーの世界的な強豪3か国による国際リーグ戦が開始された。当初はオーストラリアから3チーム、ニュージーランドから5チーム、南アフリカから4チームの計12チームが参戦し国際リーグ戦を展開したが、2006年シーズンに新たに2チームが新規参入し14チームによる「スーパー14」へと名称変更された。さらに2011年シーズンからレベルズ（オーストラリア・メルボルン）が新規参入し15チーム編成の「スーパーラグビー」となった。

### 2011年～2015年シーズン
南アフリカ共和国、ニュージーランド、オーストラリアの各国ごとにカンファレンスを構成し、レギュラーシーズンとして、各チーム16試合を行う。各カンファレンスは5チームからなる。
その内訳は、同一カンファレンス内ではホーム&アウェーで各チームが8試合、異なるカンファレンスとは4試合ずつ（異なるカンファレンスでは1チームずつ対戦しない相手がいる）の計8試合である。
各週5～7試合が開催され（期間中、各チームは5週（5試合）休み）、計120試合が行われる。各チーム8試合が本拠地開催となる。各カンファレンスの勝ち点（ポイント）とボーナスポイントを合わせた総勝ち点数1位と、残り12チームのうちの総勝ち点上位3チームがファイナルシリーズに進出し、プレーオフトーナメントを行う。総勝ち点数の1位と2位がシードとなり、3位から6位のチームが準決勝進出決定プレーオフを行う。3位決定戦は行われない。

### 2016年～2017年シーズン

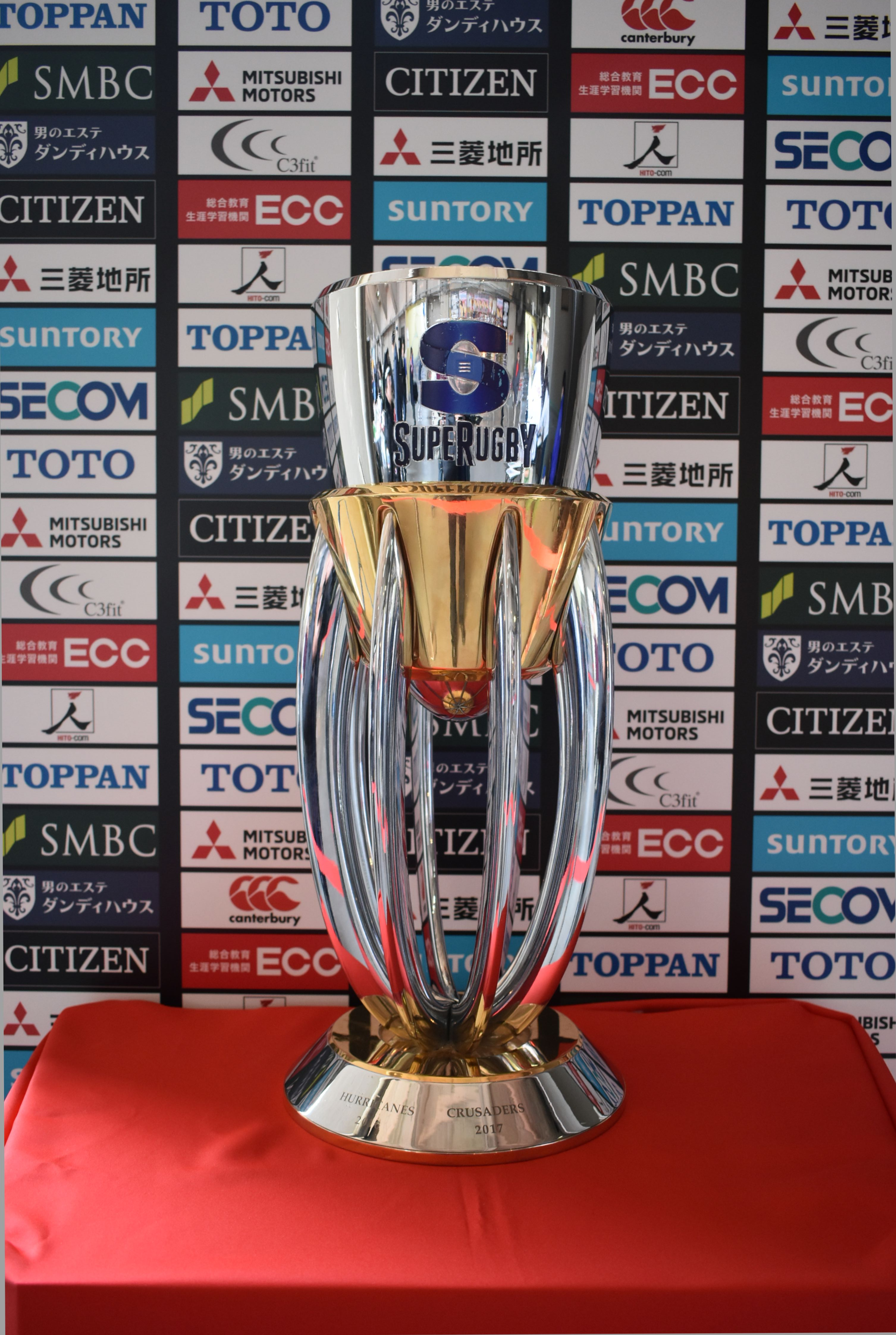
秩父宮ラグビー場で展示された優勝トロフィー（2019年2月23日撮影）

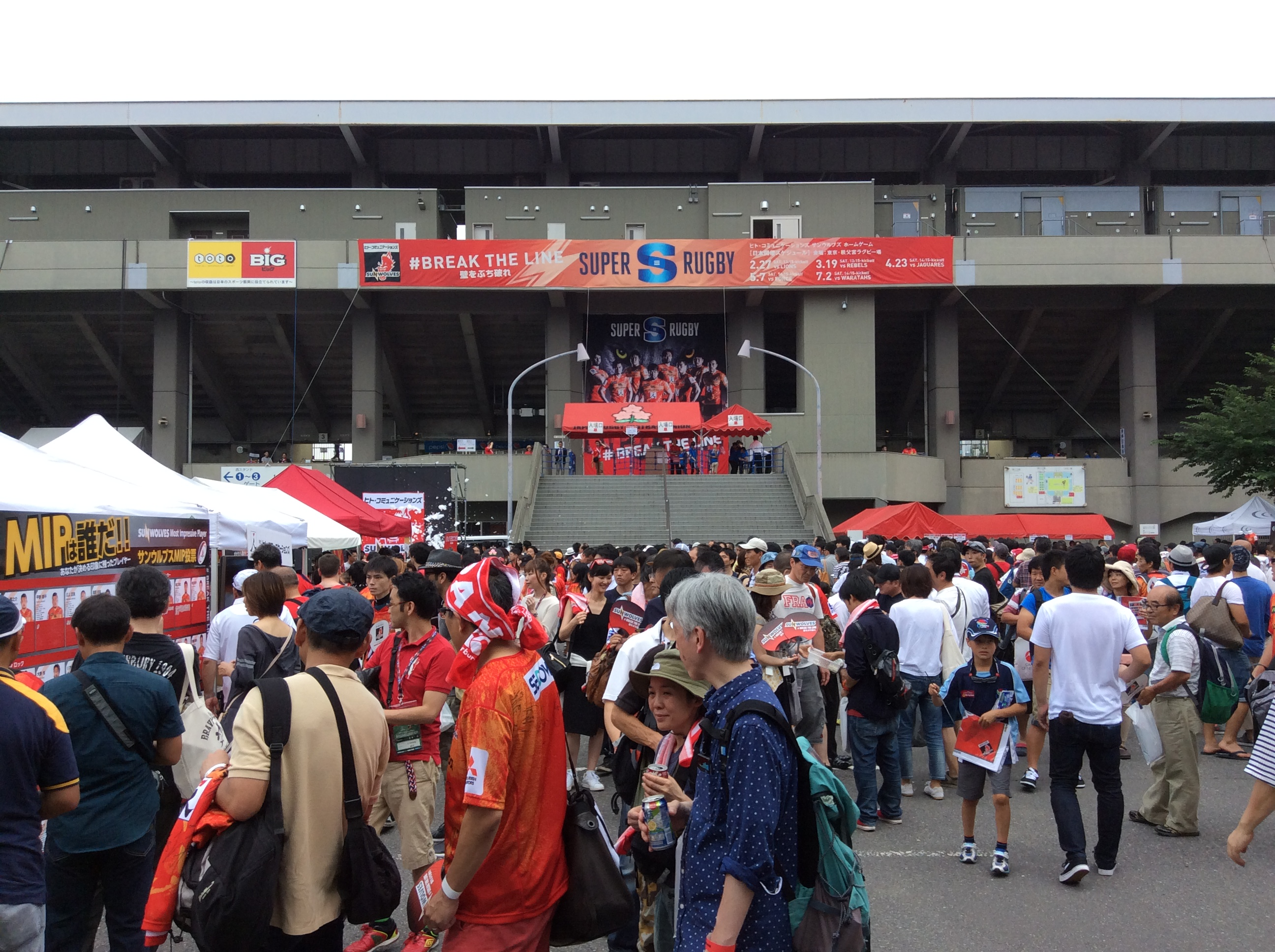
秩父宮ラグビー場「スーパーラグビー2016」サンウルブズ対ワラターズ戦（2016年7月2日撮影）

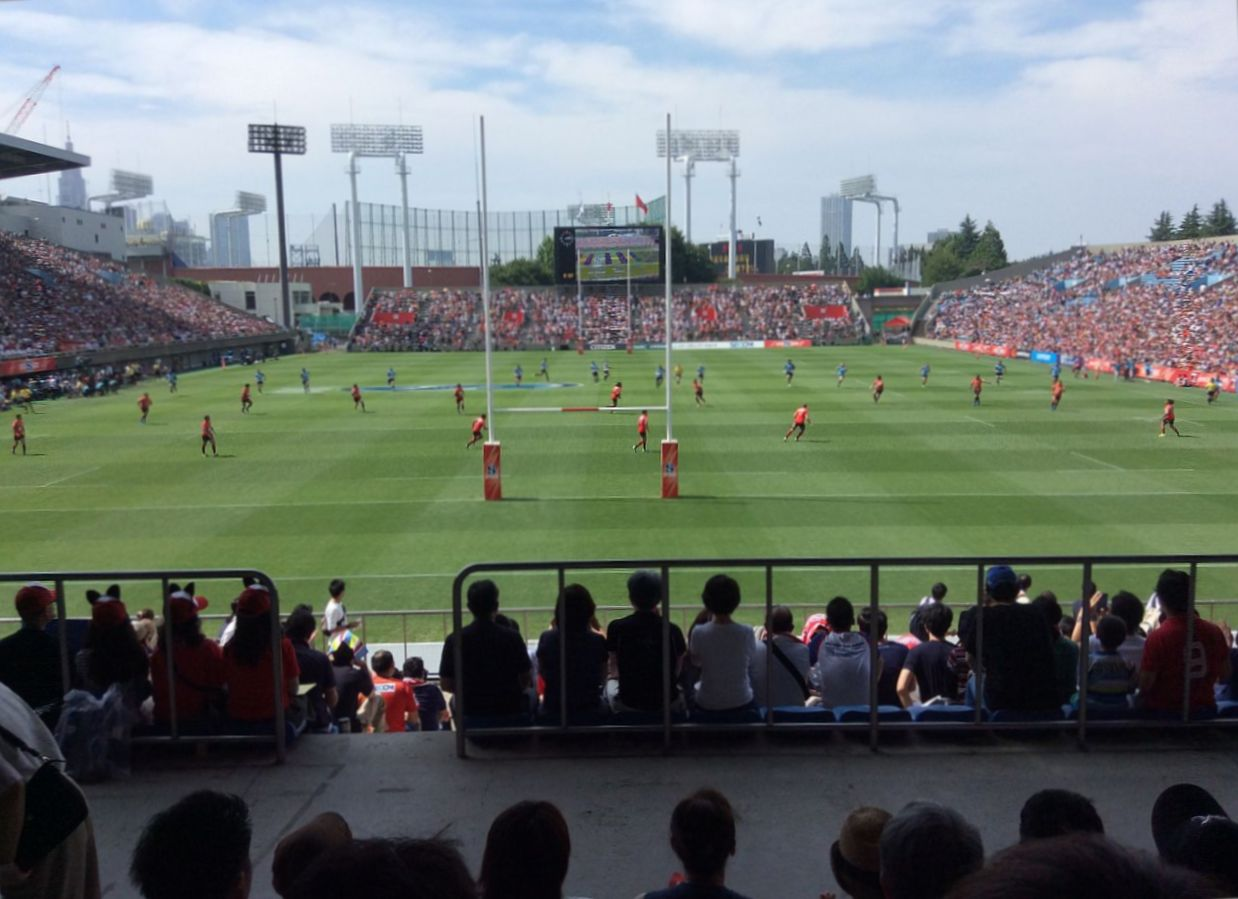
秩父宮ラグビー場「スーパーラグビー2016」サンウルブズ対ワラターズ戦（2016年7月2日撮影）

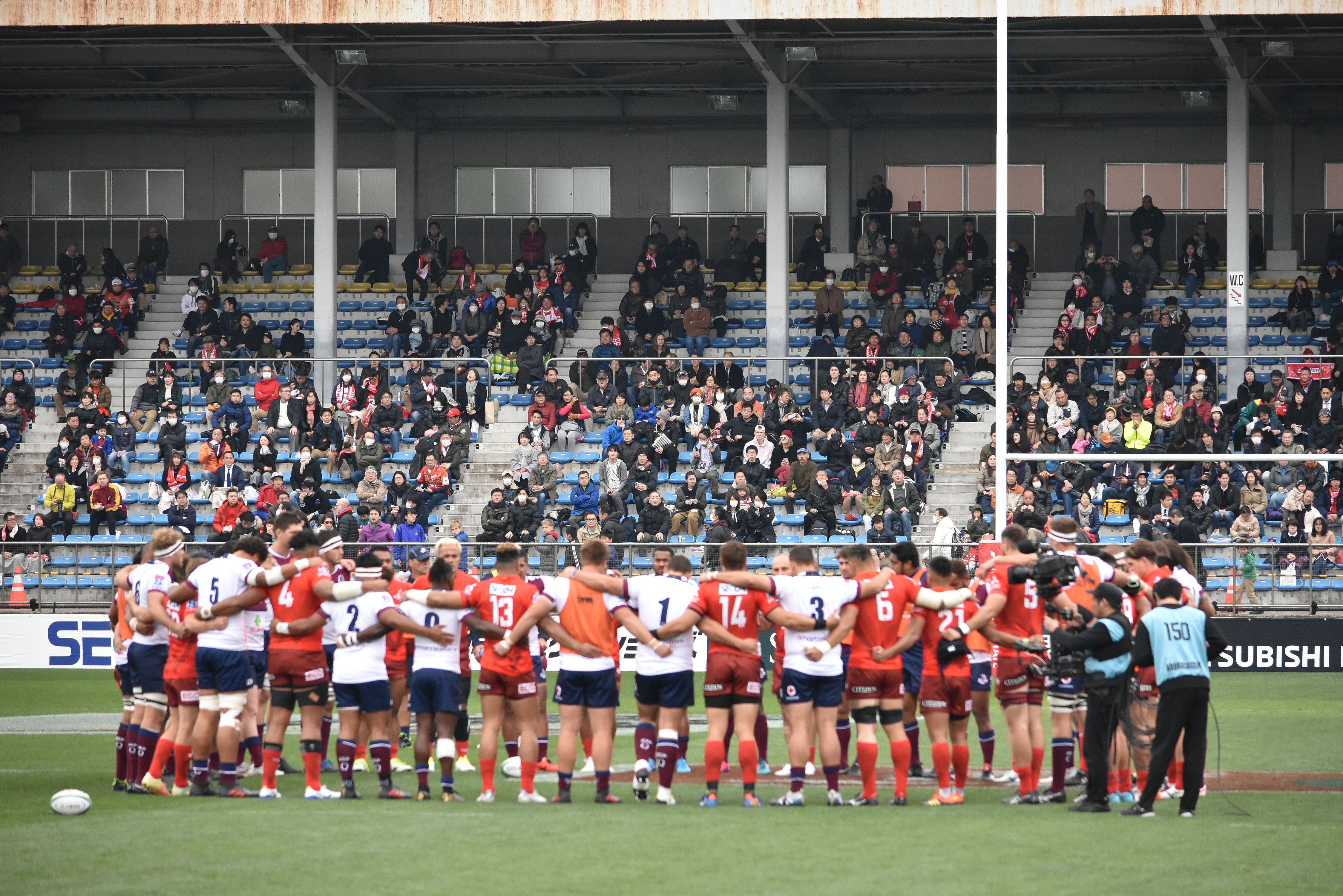
サンウルブズ対レッズの試合前、ニュージーランド・クライストチャーチで起きた銃乱射事件の犠牲者に黙祷を捧げた両チームの選手（秩父宮ラグビー場 2019年3月16日撮影）

2014年11月20日、2016年シーズン以降からのスーパーラグビーへの南アフリカチームのキングスと日本チームのサンウルブズとアルゼンチンチームのハグアレスの参加が決定し、18チームとなった。2016年からSANZARにアルゼンチンラグビー協会が参加しSANZAAR（South Africa, New Zealand, Australia and Argentina Rugbyを意味する）に改称した。
18チームに増加したことを受けて、カンファレンス構成を変更した。南アフリカグループ、オーストラリア・NZグループの2つに大別し、さらに南アフリカグループ内では、アフリカ カンファレンス1（4チーム）、アフリカ カンファレンス2（4チーム）の2カンファレンス、オーストラリア・NZグループ内では、ニュージーランド カンファレンス（5チーム）、オーストラリア カンファレンス（5チーム）に分けた。レギュラーシーズンとして、各チーム15試合を行う。
南アフリカグループのチームは、所属カンファレンス内で全チームとホーム&アウェー戦を実施（6試合）し、グループ内の別カンファレンスチームとは1回ずつ対戦（4試合）、オーストラリア・NZグループのうちの5チームと各1試合対戦（5試合）する。
オーストラリア・NZグループのチームは、所属カンファレンス内では全チームと対戦（うち2チームとはホーム＆アウェー）（6試合）、グループ内の別カンファレンスのチームとは5試合、南アフリカグループのチームとは4試合対戦する。
各カンファレンス1位の4チームとワイルドカード4チーム（南アフリカグループは各カンファレンス1位を除く6チームで勝ち点が一番多い1チーム、オーストラリア・NZグループは各カンファレンス1位を除く8チームで勝ち点の多い上位3チーム）の計8チームがファイナルシリーズに進出し、プレーオフトーナメントを行う。

### 2018年〜2019年シーズン
2018年シーズンからスーパーラグビーのチームを南アフリカから2チーム、オーストラリアから1チーム減らし、18チームから15チームになる。ニュージーランド、オーストラリア、南アフリカの3つのカンファレンス、各5チームに再編され、アルゼンチンのハグアレスは南アフリカカンファレンスに、日本のサンウルブズはオーストラリアカンファレンスに所属することになる。
各チーム同じカンファレンスのチームとホーム&アウェーで8回対戦し、残りの8試合は別のカンファレンスのチームと対戦する。ファイナルシリーズには、各カンファレンス1位の3チームと5つのワイルドカードチームの計8チームが出場。

### 2020年シーズン
日本から参加したサンウルブズが、2019 ラグビーワールドカップでのラグビー日本代表の強化目的を終えたことや、2021年シーズン以後の参加契約の締結を結ばなかったことなどから、2020年シーズンを最後に活動終了を決定。
2020年2月から新型コロナウイルス感染症の世界的流行の影響が顕著となり、5か国参加型の国際大会としては2020年3月に途中で打ち切り、大会不成立となった。日本のサンウルブズは、2020年3月14日の試合が最後となった。
その後、それぞれの国内リーグ規模へと縮小する形となり、2020年6月13日からニュージーランド5チームによる「スーパーラグビー・アオテアロア（Super Rugby Aotearoa）」、7月3日からオーストラリア5チームによる「スーパーラグビーAU（Super Rugby AU）」、10月10日から南アフリカ共和国7チームによる「スーパーラグビー・アンロックト（Super Rugby Unlocked）」が開催された。
この年を最後に、南アフリカ共和国とアルゼンチンの出場クラブも撤退した。
アルゼンチンから出場していたハグレアス（Jaguares）は解散。南アフリカ共和国のクラブチームは、2021年からヨーロッパのプロ14（2021年から「ユナイテッド・ラグビー・チャンピオンシップ」に改称）に合流した。

### 2021年シーズン
2021年は前年に続き、ニュージーランド5チームによる「スーパーラグビー・アオテアロア」と、オーストラリア5チームによる「スーパーラグビーAU」で、国内リーグ形式に規模縮小となった。
さらに「AU」と「アオテアロア」の交流戦として、この年度限りの「スーパーラグビー・トランスタスマン（Super Rugby Trans-Tasman）」を開催した（相手リーグとの総当たり戦を1回行った後、上位2チームによる決勝戦を実施）。トランスタスマンとは、オーストラリアとニュージーランドの両国を結ぶ地理・経済用語。

### 2022年シーズンから「スーパーラグビー・パシフィック」に
2022年シーズンから「スーパーラグビー・パシフィック（Super Rugby Pacific）」と改称し、リニューアルした形で再開された。オーストラリア・ニュージーランドの各5クラブに、フィジーのチームで過去にオーストラリア選手権（National Rugby Championship）を制したことがある「フィジアン・ドゥルア」と、トンガ・サモアなどの太平洋諸島出身者・国籍所有者で構成する「モアナ・パシフィカ」の2クラブが加わり、計12チームで実施。
2024年シーズンまでは、12チームによる変則総当たり方式。同じ国に所属するチーム（ただし、フィジアン・ドゥルアはオーストラリア、モアナ・パシフィカはニュージーランドの扱い）のうちの特定の3チームとは2回戦総当たり、他とは1回戦総当たりの14試合を行う。その成績により上位8チームがプレーオフトーナメントに進出する。
2025年シーズンでは、オーストラリアのメルボルン・レベルズが財政難による活動休止で離脱。11チームで開催される。レギュラーシーズン全14節のうち、ホームとアウェーが7試合ずつ。4チームとは2回、その他の6チームとは1回の対戦となる。上位6チームはファイナルシリーズのトーナメントに進む。

## 過去に参加していたチーム
| チーム名         | フランチャイズ・本拠地                                 | 加入年 | 最終年 | スーパーラグビー離脱後                           | 備考          |
| ---------------- | ------------------------------------------------------ | ------ | ------ | ------------------------------------------------ | ------------- |
| チーターズ       | 南アフリカ共和国・フリーステイト州ブルームフォンテーン | 2006年 | 2017年 | プロ14に参加                                     | [ 89 ] [ 90 ] |
| サザン・キングス | 南アフリカ共和国・東ケープ州ポートエリザベス           | 2013年 | 2017年 | プロ14に参加                                     | [ 89 ] [ 90 ] |
| ブルズ           | 南アフリカ共和国・ハウテン州プレトリア                 | 1996年 | 2020年 | ユナイテッド・ラグビー・チャンピオンシップに参加 | [ 91 ] [ 7 ]  |
| ストーマーズ     | 南アフリカ共和国・西ケープ州ケープタウン               | 1996年 | 2020年 | ユナイテッド・ラグビー・チャンピオンシップに参加 | [ 91 ] [ 7 ]  |
| ライオンズ       | 南アフリカ共和国・ハウテン州ヨハネスブルグ             | 1996年 | 2020年 | ユナイテッド・ラグビー・チャンピオンシップに参加 | [ 91 ] [ 7 ]  |
| シャークス       | 南アフリカ共和国・クワズール・ナタール州ダーバン       | 1996年 | 2020年 | ユナイテッド・ラグビー・チャンピオンシップに参加 | [ 91 ] [ 7 ]  |
| ハグアレス       | アルゼンチン・ブエノスアイレス                         | 2016年 | 2020年 | 解散                                             | [ 7 ] [ 92 ]  |
| サンウルブズ     | 日本・東京都                                           | 2016年 | 2020年 | 解散                                             | [ 76 ] [ 77 ] |
| グリクアズ       | 南アフリカ共和国・北ケープ州キンバリー                 | 2020年 | 2020年 | 元々カリーカップに所属している                   | [ 93 ] [ 7 ]  |
| ピューマズ       | 南アフリカ共和国・ムプマランガ州ムボンベラ             | 2020年 | 2020年 | 元々カリーカップに所属している                   | [ 93 ] [ 7 ]  |
| レベルズ         | ビクトリア州メルボルン                                 | 2011年 | 2024年 | 財政難による活動休止                             | [ 14 ] [ 15 ] |

## テレビ中継
日本では、2020年シーズンまでJ SPORTSが放映権を持ち、日本のサンウルブズが参加していた時期には日本テレビ・BS日テレでも放送があった。2021年シーズンからは、WOWOWが放映権を獲得している。
世界各地への放送・配信状況は以下の通り（2025年大会）。
- WOWOW - 日本（レギュラーシーズン全77試合の対戦は、現地局の言語による配信のみ。ファイナルシリーズ全6試合は未定。）
- Stan Sport - オーストラリア
- ナイン・ネットワーク - オーストラリア
- SKY Network Television - ニュージーランド
- SuperSport - アフリカ地区（サハラ以南と、隣接する島々）
- ESPN - 南アメリカ地区
- The Sports Network - カナダ
- スカイUK - イギリス、アイルランド
- Canal+ - フランス、モナコ、ルクセンブルク、フランス語圏スイス、アンドラ
- FloSports - アメリカ合衆国
- テレフォニカ - スペイン
- Sky Pacific - フィジー
- フィジー放送公社 - フィジー
- Digicel - 太平洋諸島（サモア、トンガなど）
- Premier Sports - 東南アジア
- Sky Italia - イタリアなど
- NZR+（配信） - 上記以外のヨーロッパ、インド、スリランカ、ロシア、中国